# Royal Society Range
Royal Society Range är en bergskedja i Antarktis. Den ligger i Östantarktis. Nya Zeeland gör anspråk på området.
Royal Society Range sträcker sig 40 kilometer i nord-sydlig riktning. Den högsta toppen är Mount Lister, 4 069 meter över havet.
Topografiskt ingår följande toppar i Royal Society Range:
- Bishop Peak
- Mount Chiang
- Engebretson Peak
- Mount Hooker
- Mount Huggins
- Johns Hopkins Ridge
- Mount Lightbody
- Mount Lister
- Mount Lynch
- Mata Taua Peak
- Murcray Heights
- The Pimple
- Mount Potter
- Puke Toropa Mountain
- Rester Peak
- Mount Roper
- Mount Rücker
- Salient Peak
- Sladen Summit